# Luděk Zajíc
Ludvík Zajíc (* 13. listopadu 1960), známý jako Luděk Zajíc, je český fotbalový trenér.
Po začátcích u mládeže v FC Union Cheb naskočil v roce 1992 v AC Sparta Praha jako asistent Dušana Uhrina a po roce práce slavil mistrovský titul. Potom trénoval v Chrudimi, v Hradci Králové a v AFK Atlantik Lázně Bohdaneč. Dva roky trénoval druholigový Most a v létech 2000–2003 byl asistentem trenéra kuvajtské reprezentace. V roce 2003 vedl s Milanem Bokšou FK Mladá Boleslav. V roce 2007 vedl Mladou Boleslav jako hlavní trenér.
Od 1. července 2012 do 30. června 2017 byl šéftrenérem mládeže v FC Zbrojovka Brno (nahradil jej Valdemar Horváth).